# Selezioni giovanili della nazionale femminile di pallacanestro della Jugoslavia
Le selezioni giovanili della nazionale di pallacanestro femminile della Jugoslavia sono state gestite dalla Federazione cestistica della Jugoslavia e partecipavano ai tornei cestistici internazionali femminili per squadre nazionali, limitatamente a specifiche classi d'età.

## Under-19
Rappresentava le migliori giocatrici di nazionalità jugoslava di età non superiore ai 19 anni. Partecipava a tutte le manifestazioni internazionali giovanili di pallacanestro per nazioni gestite dalla FIBA.

### Partecipazioni
Mondiali Under-19
- 1985 -  3°
- 1989 -  2°

 Jugoslavia under 19 - Campionato mondiale femminile di pallacanestro Under-19 19854 Vangelovska, 5 Pukšić, 6 Wild, 7 Nakić, 8 Petrović, 9 Alić, 10 Kalić, 11 Mujanović, 12 Počeković, 13 Listeš, 14 Arbutina, 15 Milošević,        All. Vjećeslav Kavedžija
 Jugoslavia under 19 - Campionato mondiale femminile di pallacanestro Under-19 19894 Nedović, 5 Ilić, 6 Zupan, 7 Wild, 8 Velimirović, 9 Nakić, 10 Bajkuša, 11 Lelas, 12 Bjedov, 13 Vesel, 14 Dukić, 15 Džolić,        All. Miodrag Vesković

## Under-18
Rappresentava le migliori giocatrici di nazionalità jugoslava di età non superiore ai 18 anni. Partecipa a tutte le manifestazioni internazionali giovanili di pallacanestro per nazioni gestite dalla FIBA.
La denominazione originaria era Nazionale Cadette, in quanto la FIBA classificava le fasce di età sotto i 18 anni con la denominazione "cadette". 

### Allenatori
| Anno      | Coach               |
| --------- | ------------------- |
| 1965      | Boris Sinković      |
| 1967–1969 | Borivoje Cenić      |
| 1971      | Marijan Pasarić     |
| 1973      | Borivoje Cenić      |
| 1975      | Marijan Pasarić     |
| 1977–1979 | Borislav Ćorković   |
| 1981      | Marijan Pasarić     |
| 1983      | Dragoljub Pljakić   |
| 1984      | Vjećeslav Kavedžija |
| 1986      | Milan Vasojević     |
| 1988      | Miodrag Vesković    |

### Partecipazioni
FIBA EuroBasket Under-18
- 1965 -  2°
- 1967 -  3°
- 1969 -  3°
- 1971 - 5°
- 1973 -  2°
- 1975 - 7°
- 1977 - 4°
- 1979 - 4°
- 1981 - 6°
- 1983 - 4°
- 1984 -  1°
- 1986 -  2°
- 1988 -  3°

## Under-16
Rappresentava le migliori giocatrici di nazionalità jugoslava di età non superiore ai 16 anni. Partecipa a tutte le manifestazioni internazionali giovanili di pallacanestro per nazioni gestite dalla FIBA.
La denominazione originaria era Nazionale Allieve, in quanto la FIBA classificava le fasce di età sotto i 18 anni con la denominazione "allieve". 

### Allenatori
| Anno | Coach             |
| ---- | ----------------- |
| 1976 | Bogo Debevc       |
| 1978 | Borislav Ćorković |
| 1980 | Branko Milačić    |
| 1982 | Milan Vasojević   |
| 1984 | Mihajlo Vuković   |
| 1985 | Milan Vasojević   |
| 1987 | Miodrag Vesković  |
| 1989 | Milan Vasojević   |
| 1991 | Sulejman Begovac  |

### Partecipazioni
FIBA EuroBasket Under-16
- 1976 - 7°
- 1978 - 6°
- 1980 - 7°
- 1982 -  2°
- 1984 - 7°
- 1985 -  3°
- 1987 -  3°
- 1989 - 7°
- 1991 -  2°